# Am Stern (Bremen)
Am Stern ist der Name eines Platzes und Verkehrsknotenpunktes im Bremer Stadtteil Schwachhausen.

## Geschichte und Umfeld
Der Platz entstand als Verkehrsknotenpunkt um 1905, als die Kaiser-Friedrich-Straße (seit 1947 Hermann-Böse-Straße) bis zur Hollerallee verlängert und das umliegende Gelände bebaut wurde. Der Bürgerpark wurde hinter die Hollerallee zurückgedrängt, so dass heute seine südliche Ecke zwischen Hollerallee und Parkallee den „Stern“ berührt.

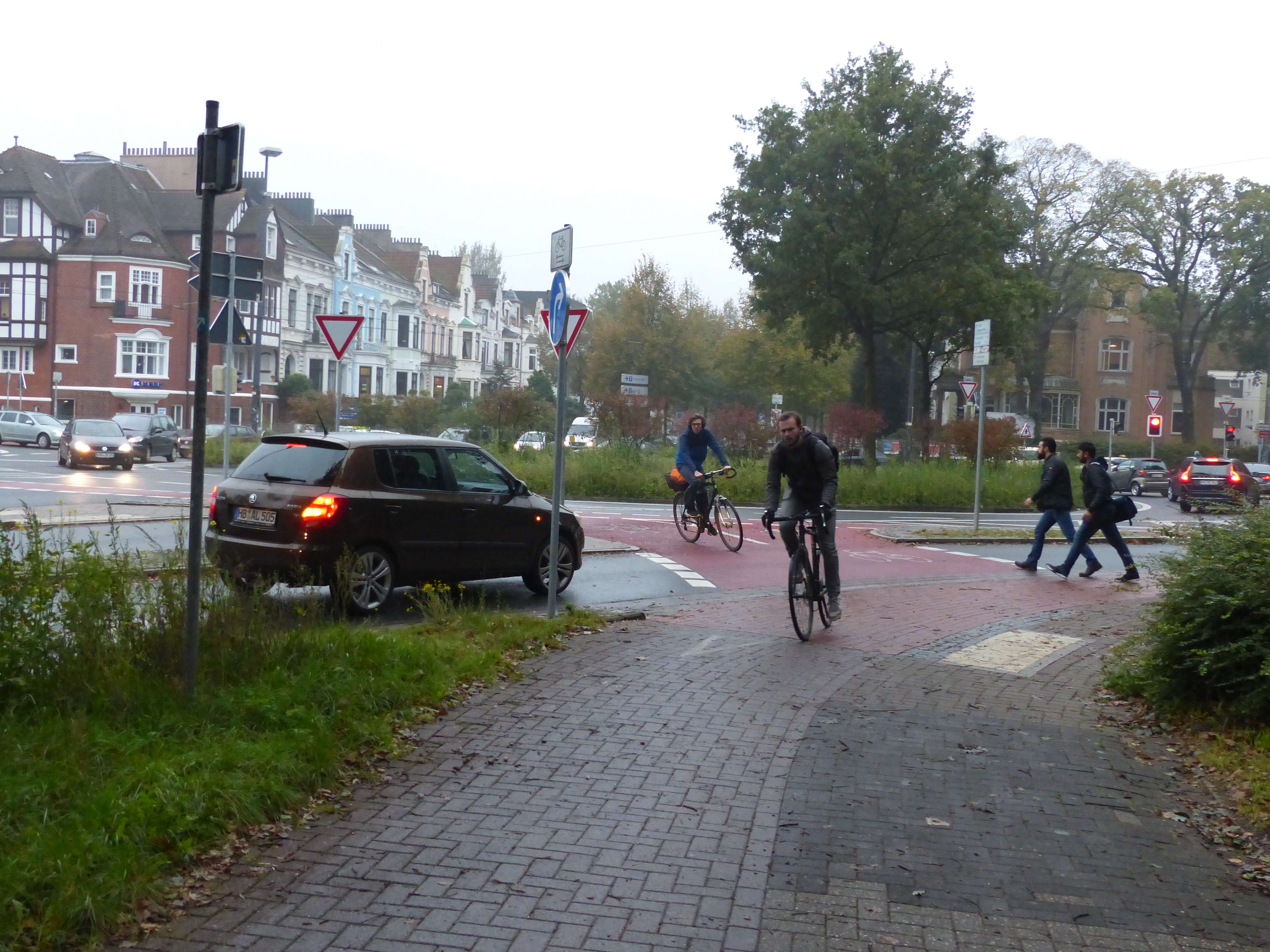
Blick vom Ostrand des Bürgerparks südwärts in die (innere) Parkallee

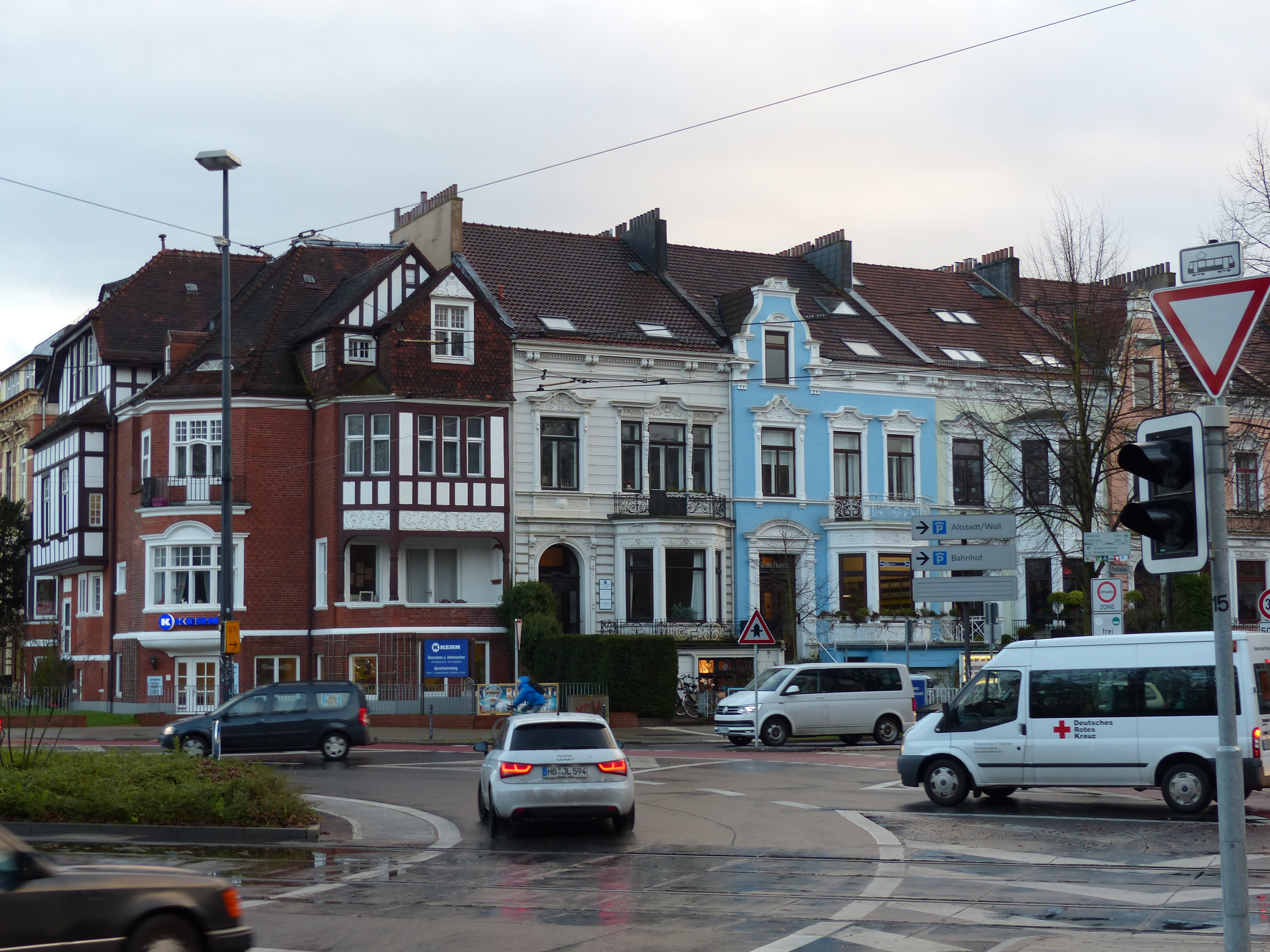
Südöstliches Eckhaus und angrenzende Bremer Häuser an der (inneren) Parkallee

Bei den Bauarbeiten wurden auch Straßenbahngleise in der Kaiser-Friedrich-Straße verlegt. Der „Stern“ war 1905 zunächst Endhaltestelle für die Straßenbahn. Die Strecke wurde später durch die Wachmannstraße zur Kulenkampffallee und zum Riensberg weitergeführt. Die Haltestelle „Am Stern“ wird von den Straßenbahnlinien 6 und 8 bedient, die Haltestelle liegt in der Einmündung der Wachmannstraße. Die Buslinie 24 hält ebenfalls am Stern, mit Haltestellen am Anfang der Hollerallee (Ost).
Der Platz wird von einigen großen Bürgerhäusern und von einer Tankstelle eingerahmt. Das Haus an der Ostseite des Platzes wurde bis 2008 als Dienstsitz des Landesarbeitsgerichts genutzt. Vor dem Haus steht seit 2006 die Marmorskulptur „Fototermin“ des Bremer Bildhauers Hans-J. Müller.

## Kreisverkehr
An dem Verkehrsknotenpunkt treffen sechs Straßen aufeinander. Die Verkehrsführung ist ein Kreisverkehr. Ein rot eingefärbter, baulich nicht abgesetzter Radfahrstreifen sorgt dafür, dass dieser Knoten, im Gegensatz zu anders gestalteten Knoten mit derart hohem Verkehrsaufkommen, den Radverkehr nicht benachteiligt, sondern eher bevorzugt. Von der Parkallee (aus Richtung Norden) in die Hollerallee (nach Westen) gibt es eine am Kreis vorbei geleitete Rechtsabbiegerspur (Bypass), die von den Autos mit höheren Geschwindigkeiten befahren wird als der eigentliche Kreisverkehr. Die Straßenbahngleise werden durch die Mittelinsel geführt; um der Straßenbahn Vorrang zu gewähren, wird der Individualverkehr für Straßenbahndurchfahrten mit zwei Bedarfsampeln angehalten. Eine davon erleichtert auch die Einfahrt von Linienbussen aus Richtung City. Wegen der quer hindurchführenden Straßenbahn und weil die ERA an Kreisverkehren als Radverkehrsanlagen zwar abgesetzte Radwege zulassen, aber keine Radfahrstreifen, wurde Zeichen 215 (Kreisverkehr) nicht aufgestellt. Der Stern ist ein Unfallschwerpunkt, wobei insbesondere Unfälle mit Beteiligung von Radverkehr nicht selten sind (meist Vorfahrt-Missachtungen und Fehler beim Ausfahren von der Kreisfahrbahn, meist durch Kfz).

### Umbauten
Immer wieder gab es Bestrebungen, den Stern in eine Ampelkreuzung umzubauen (entgegen dem bundesweiten wie internationalen Trend, Ampelkreuzungen durch Kreisverkehre zu ersetzen, wobei die sicheren kompakten Kreisverkehre deutlich geringere Abmessungen als der Stern aufweisen). Ob durch eine Ampelkreuzung die Unfallzahlen sinken und Autostaus vermieden würden, ist nicht sicher; dass die Attraktivität für den Radverkehr sinken würde, ist sicher.

#### 2011
Nachdem verschiedene Vorschläge zur Verbesserung der Verkehrssicherheit gemacht worden waren, von denen keiner überragende Erfolgsaussichten bot, wurde der Aufwand eines fragwürdigen Umbaus vermieden.
Stattdessen wurde 2011 die Verkehrsführung provisorisch und deshalb mit gelben Markierungen leicht verändert: Um den Radius des Kreises für Motorfahrzeuge zu verkleinern, die Zahl der Überholvorgänge auf der Ringfahrbahn zu vermindern und die Sichtwinkel zwischen ausfahrenden Autos und auf dem äußeren Ringstreifen fahrenden Radfahrern zu verbessern, wurden zwischen dem Ringfahrstreifen des Motorverkehrs und dem des Radverkehrs schraffierte Sperrflächen markiert.
Die Unfallzahlen blieben gleich.

#### 2017

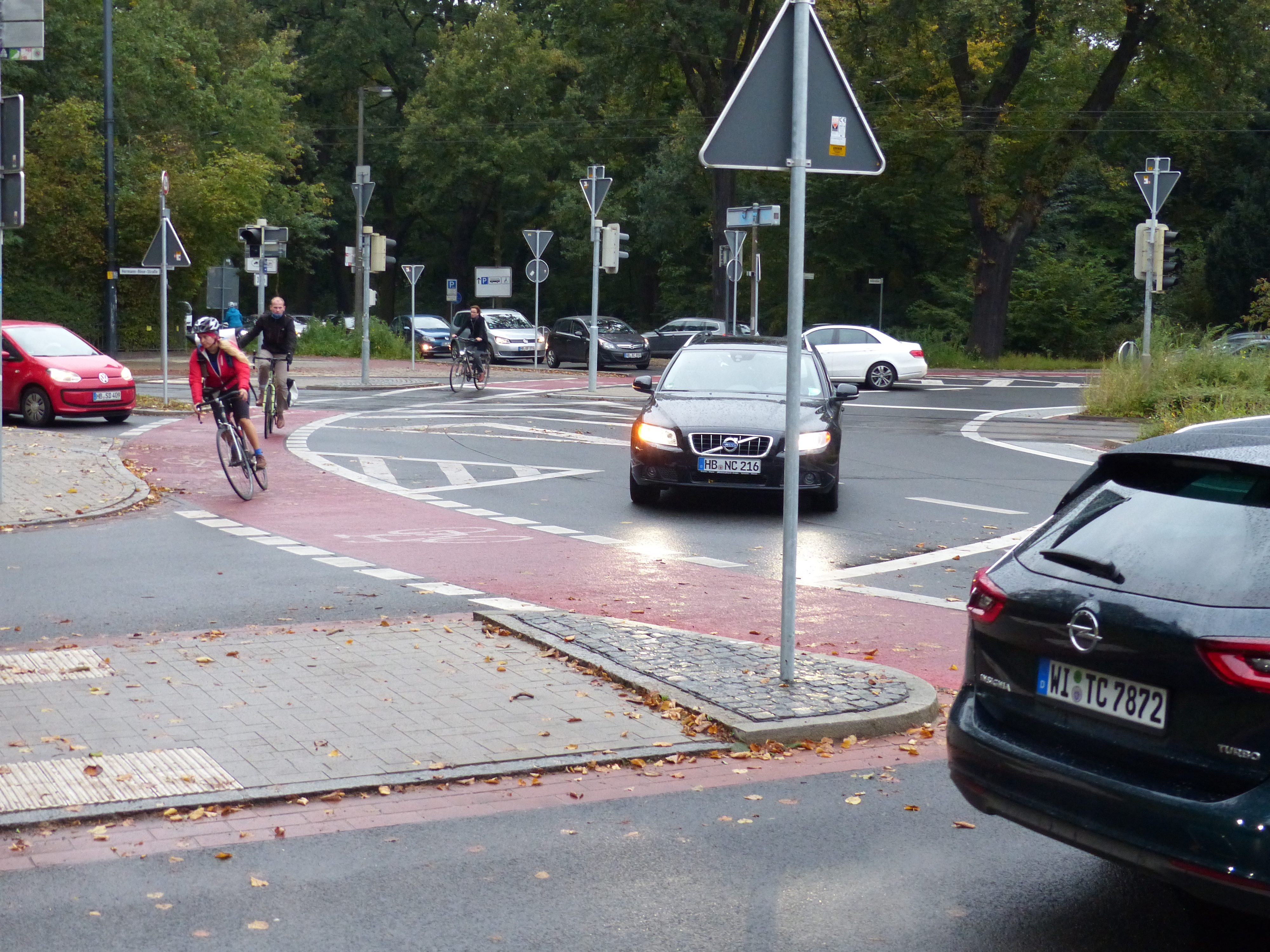
Einmündungen von Hollerallee (Ost) im Hintergrund, Hermann-Böse-Str. und Parkallee (Süd) im Oktober 2017; hinten rechts und in der Mitte der Bürgerpark

Darum wurde, vorbereitet durch mehrere Gutachten, die Geometrie des De-facto-Kreisverkehrs Stern durch einen Umbau im Juni/Juli 2017 stärker verändert:
- Der Durchmesser der Mittelinsel wurde von 38 m auf 30 m verkleinert, um die Fahrgeschwindigkeiten auf der Ringfahrbahn zu vermindern.
- Wegen der Geschwindigkeiten und zur Verminderung unübersichtlicher Situationen wurde die Ringfahrbahn so weit verschmälert, dass sie nur noch einstreifig befahren werden kann. Der Streifen entlang des Innenbordsteins für Schleppkurven von Lastzügen und Bussen wurde markiert, nicht rau gepflastert.
- Der gewonnene Platz zwischen Ringfahrbahn und Radfahrstreifen ist gerade breit genug, dass ein PKW quer oder diagonal zwischen beiden warten kann. Hier wurden, begrenzt durch schraffierte Sperrflächen, Ein- und Ausbiegekurven markiert. Vorher war die Sicht abbiegewilliger Kfz-Fahrer auf nachfolgende Radler auf dem Fahrradring von hinten sehr schlecht, weil beide nebeneinander auf gekrümmten Bahnen fuhren. Jetzt fahren Abbieger und Radler im Winkel von 40° bis 80° aufeinander zu und können einander besser sehen.
- Die meisten Fahrradeinfahrten wurden etwas eckig gestaltet, damit Radfahrer vorsichtiger in die Ringspur einfahren und deren Vorfahrt achten. Bei der Einmündung des als Fahrradstraße ausgewiesenen südlichen Teils der Parkallee war das allerdings kaum möglich.[3]

Die Unfallbilanz sechs Jahre nach dem Umbau ist allerdings nicht gut. Es gibt zwar geringfügig seltener Unfälle mit schweren Unfallfolgen, jedoch sind die Unfallzahlen weiterhin so hoch, dass Am Stern in Bremen der Ort mit den meisten Unfällen und auch weiterhin mit einer hohen Anzahl an Fahrradunfällen ist.